# Географија Мексика
Мексико је држава која се налази у јужном делу Северне Америке, између САД на северу, Мексичког залива на истоку, Белизеа и Гватемале на југу и југоистоку и Тихог океана на западу и југозападу. 
Мексико је део Северноамеричког континента, док се његов јужни део сматра делом средњоамеричке превлаке. Мексико има површину од 1.972.540 km², од чега је 1.923.046 km² копно, а 49.176 km² под водом. Дужина морских обала је 12.540 km, од чега је 8.200 km на Пацифику, а 3.200 km на атлантској обали. 
Највећи део Мексика је висораван оивичена високим планинама Западне, Источне и Јужне Сијера Мадре. Северни део Мексика је уједно и најшири део територије Мексика. Ту се пружају планински ланци Западна Сијера Мадре и Источна Сијера Мадре, који између себе затварају средишњу висораван Месету. Ту се још налазе и вулкани Невадо де Толука (4.578 m), Попокатепетл (5.452 m), Оризаба (5.700 m) и др. У јужном делу Мексика налази се долина реке Балсас коју са југа затвара горје Јужна Сијера Мадре и горје Чиапас. Мексику припадају два полуострва: Јукатан на истоку и Калифорнија на западу. Највеће реке у Мексику су Сантијаго и Балсас. У средишњој завали налази се неколико језера: Чапала, Куицео и друга.
Највећи градови Мексика су Град Мексико са својим сателитом Екатепек де Морелос, Гвадалахара, Пуебла, Сијудад Хуарез, Тихуана, Монтереј и Леон. 

## Клима
Мексико је климатски разнолика земља. Климатски се дели на три висинска појаса. Најнижи tierra caliente (врућа земља) обухвата тропске равнице у источном приморју са високом температуром и великом количином падавина. Изнад тог врућег појаса налази се tierra templada (умерена земља) са умереном климом која је повољна за живот и рад човека. Изнад 2.000 m је tierra fria (хладна земља) где су годишња доба, а нарочито лето и зима, изразита. Унутрашње завале и равнице имају карактеристичну континенталну климу са топлим летима и хладним зимама. На југоистоку земље су тропске области са 8–10 влажних месеци годишње. У области повратника, клима је сушна целе године, док је у области полуострва Калифорније клима медитеранска.